# Pendet
Pendet é uma dança tradicional de Bali normalmente realizada por jovens mulheres carregando taças de flores que são espalhadas; pode ser encarado como uma dança de saudação, para receber o público e convidar espíritos para apreciar uma apresentação. É uma das mais antigas danças balinesas, embora a forma atual tenha sido codificada na década de 1950.
As mulheres casadas também dançam o Pendent, esta dança é geralmente realizada em cerimônias em templos e pode ser dançada por qualquer pessoa já que não requer um treinamento prévio, os dançarinos carregam uma tigela confeccionada de folhas de palmera na mão direita, com incenso, flores, pequenos bolinhos de arroz ou vasos com água benta.
Atualmente, com o desenvolvimento do turismo, a dança também é realizada para recepcionar turistas e em eventos.

## História
Acreditava-se que a pendet era uma representação do ritual balinês de oferendas florai, que oferecia o banten ou o canang (oferendas de flores) de santuário a santuário dentro do templo balinês ou compostos residenciais. Inicialmente, a dança Pendet é usada como um complemento das cerimônias piodalan em templos ou santuários familiares, como um símbolo de gratidão, respeito e alegria ao receber a presença dos deuses que descendem de khayangan (reino de Deus). Na década de 1950, a coreografia, os movimentos, os figurinos e as propriedades da dança foram codificadas por dois artistas da vila de Sumertha, Denpasar; IWayan Rindi e Ni Ketut Reneng. Ambos criaram o Pendet como uma dança de boas-vindas com quatro dançarinos, realizada como parte de um show de turismo em vários hotéis em Denpasar, Bali. Em 1961, I Wayan Beratha desenvolveu essa dança e aumentou o número de dançarinos para cinco, como é frequentemente realizado agora.
Em 1962, I Wayan Beratha e seus colegas desenvolveram a dança Pendet como uma dança de massa com o número de dançarinos chegando a 800 pessoas, esse evento ocorreu na cerimônia de abertura dos Jogos Asiáticos de 1962 em Jacarta.

## Galeria

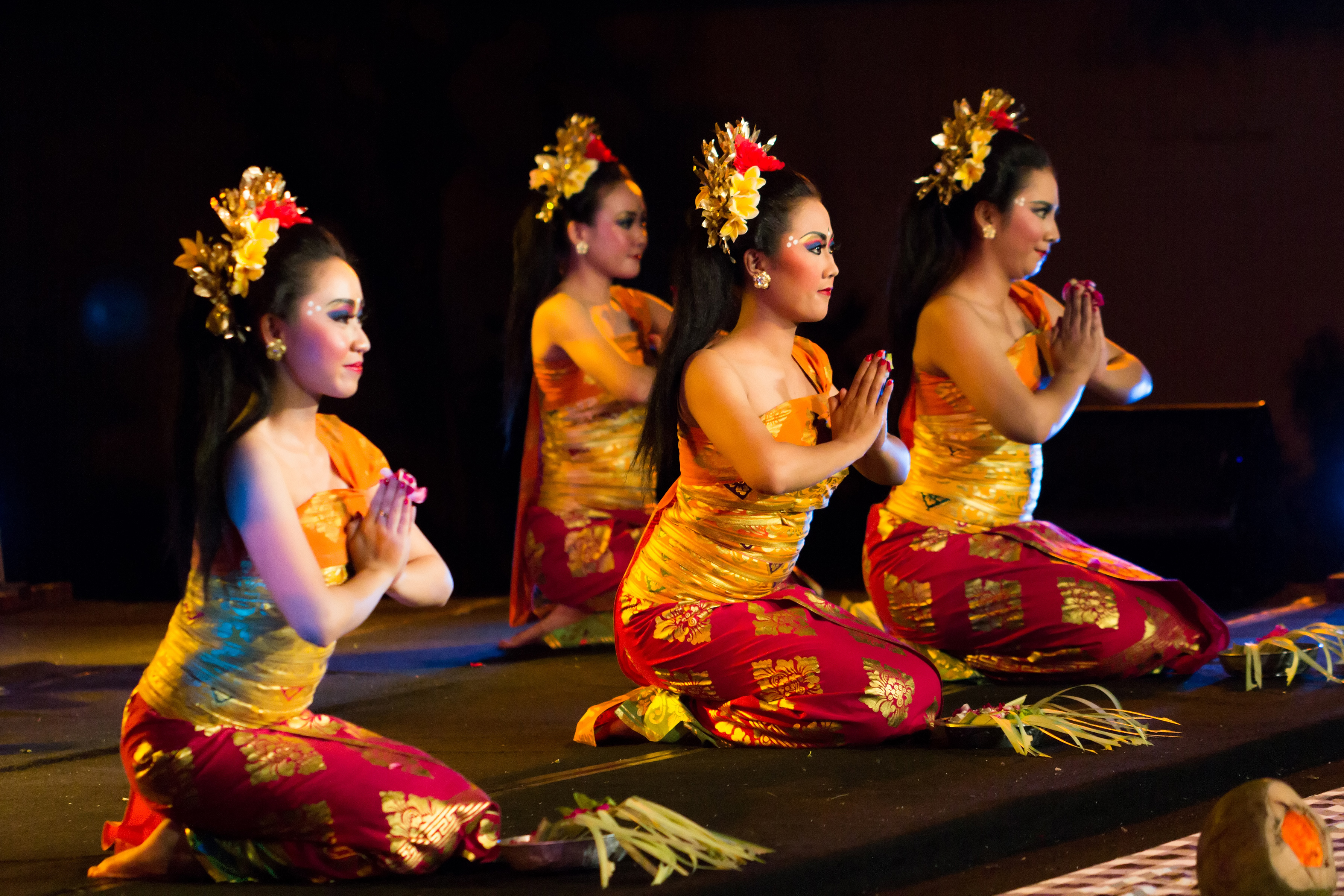
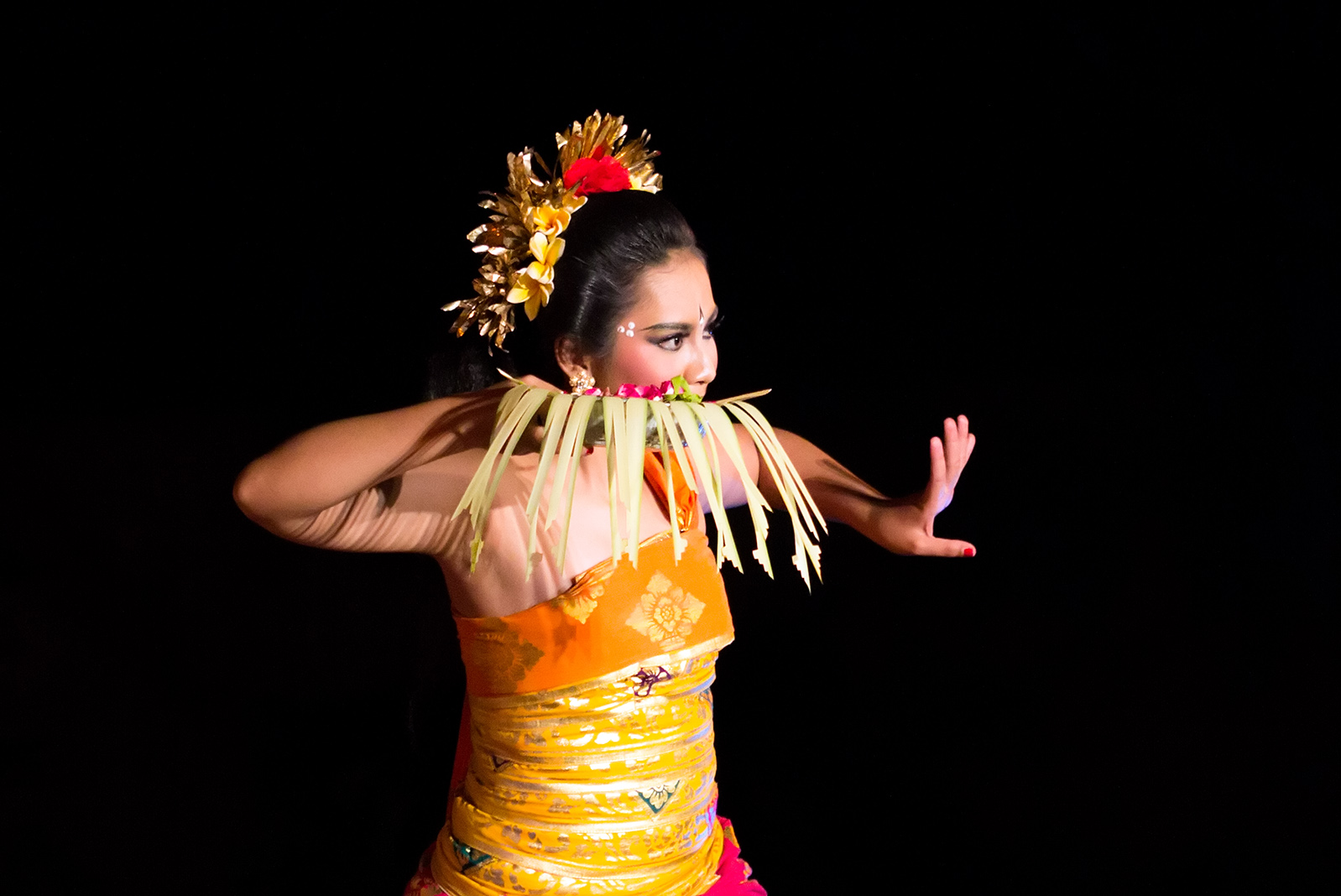
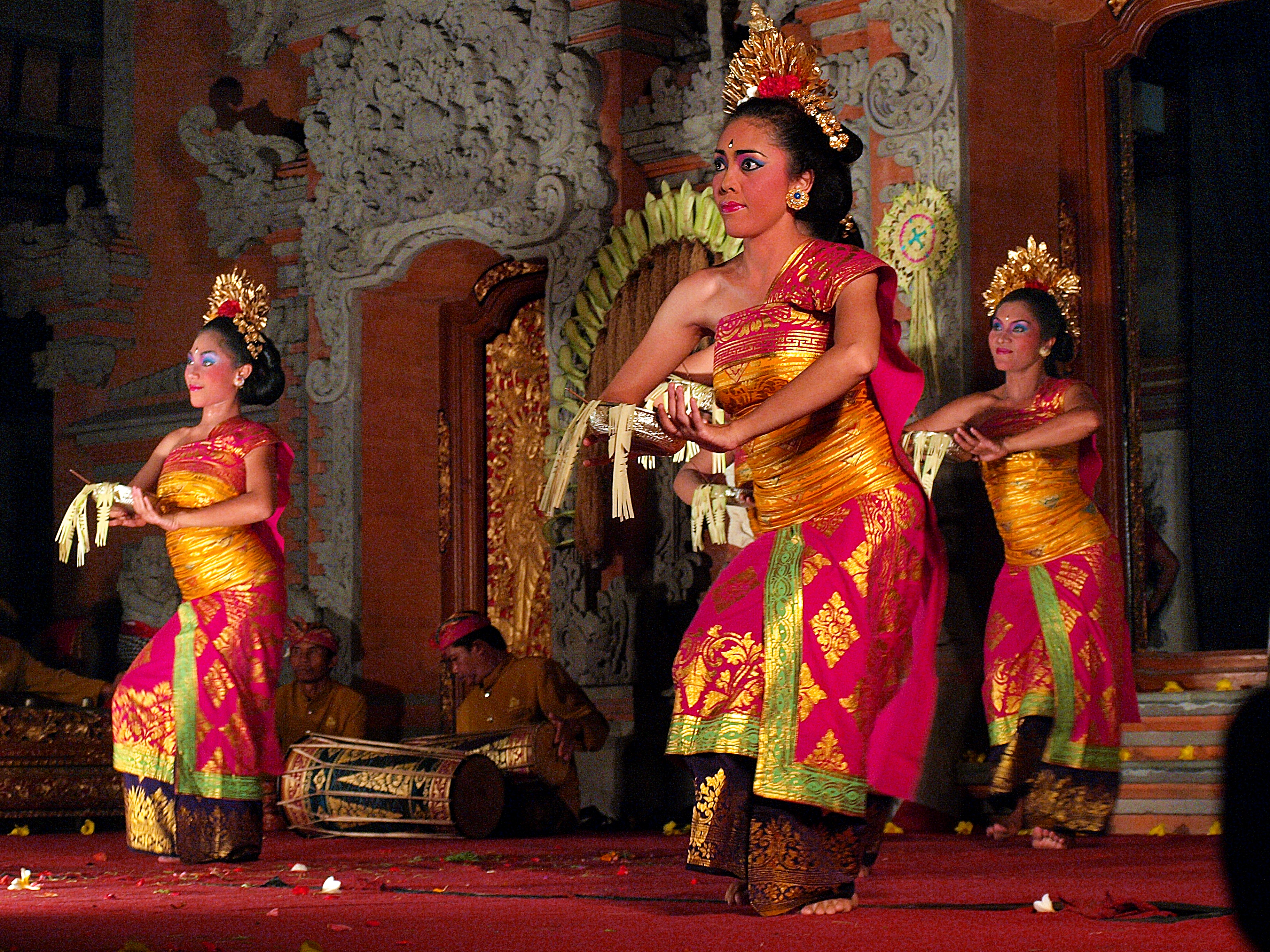
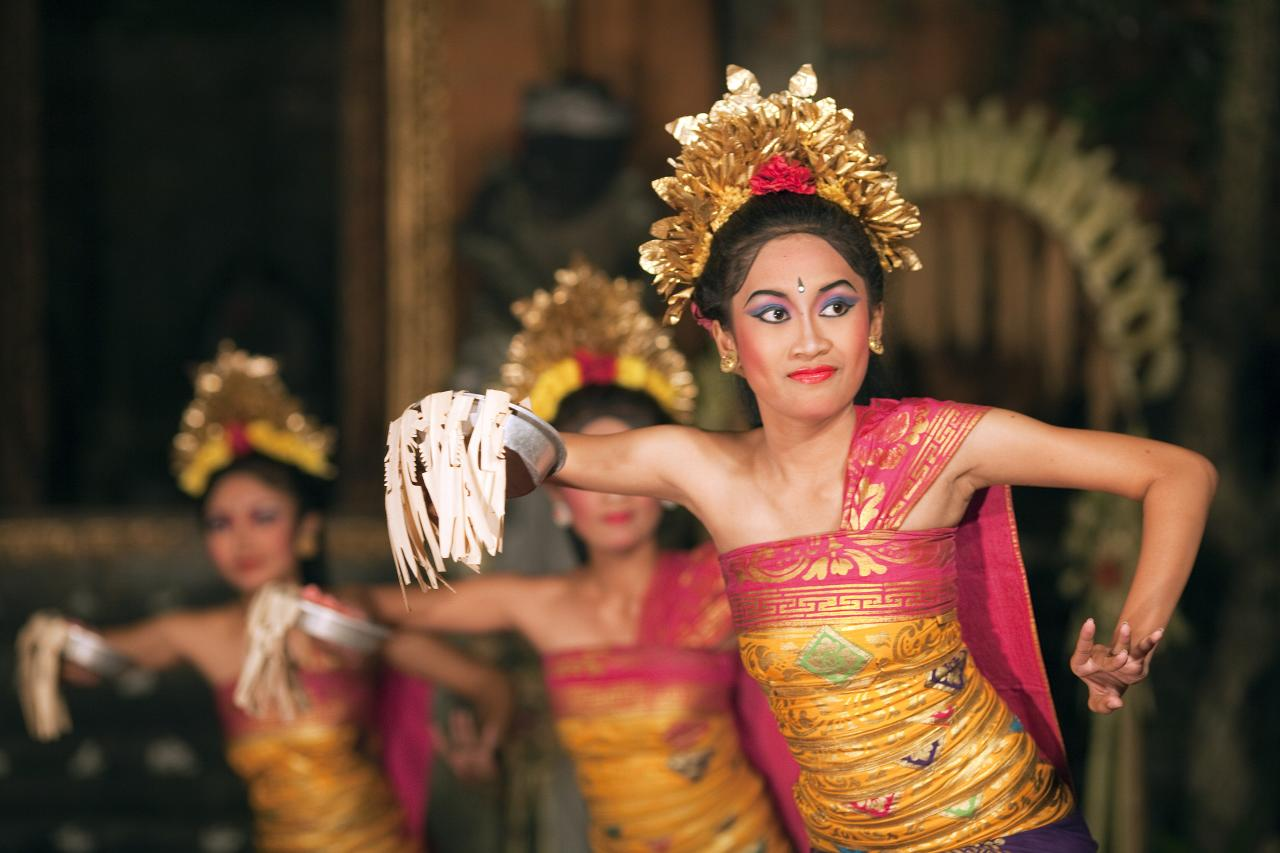